# Haarupia
Haarupia is een geslacht van wantsen uit de familie van de Miridae (Blindwantsen). Het geslacht werd voor het eerst wetenschappelijk beschreven door Bertil Robert Poppius in 1921.

## Soorten
Het genus bevat de volgende soorten:

- Haarupia allommatoides (Poppius, 1921)
- Haarupia bahiana Carvalho & Ferreira, 1973
- Haarupia cuiabana Carvalho, 1975
- Haarupia distincta Carvalho & Ferreira, 1973
- Haarupia minuscula Carvalho & Ferreira, 1973
- Haarupia pallida Poppius, 1921
- Haarupia spinosa Poppius, 1921
- Haarupia vitiscutellata Carvalho, 1975